# 谁的青春不叛逆
《谁的青春不叛逆》（英語：Who's not Rebellious Youth），2019年中国偶像剧。由朦胧、毛晓彤领衔主演，2019年11月3日于芒果TV首播。

## 播出时间
| 频道   | 所在地   | 播映日期      | 播出时间 | 备注 |
| ------ | -------- | ------------- | -------- | ---- |
| 芒果TV | 中国大陆 | 2019年11月3日 |          |      |

## 演员列表

### 主要演员
| 演員   | 角色 | 介紹 |
| 朦胧   | 鹿相 | 体育大学学生 因为和哥哥鹿音互换了身份 所以导致不得已要去血橙互娱上班 从而认识了人事部经理展开了一系列的追求 |
| 毛晓彤 | 唐诗 | 血橙互娱的人事部经理 一开始总觉得鹿音(鹿相)整日不务正事 过后被他慢慢吸引                                    |

### 其他演员
| 演員   | 角色   | 介紹                                                                                               |
| 金瀚   | 魏一   | 血橙互娱的太子爷 喜欢唐诗 所以各种刁难鹿相                                                         |
| 梁大维 | 鹿音   | 因为和弟弟 互换身份发生了意外导致失忆 以为自己就是鹿相 所以去体育大学上课 从而认识了陶了而展开追求 |
| 尹淇   | 陶了   | 体育大学学生 喜欢鹿相 帮忙鹿相照顾哥哥                                                             |
| 吳岱融 | 刁總   | 为人狡猾 总是破坏鹿音的游戏项目                                                                    |
| 赵心怡 | 尤琪   | 体育大学学生 陶了的室友                                                                            |
| 李梓豪 | 刘强   | 血橙互娱的程序部经理                                                                               |
| 曲昱曈 | 吴晴   | 体育大学学生                                                                                       |
| 李俊墨 | 匹诺曹 | 鹿音的项目合作伙伴 鹿音的老同学                                                                    |
| 张皓茗 | 王峰   | |
| 刘亚鹏 | 薛神   | |